# Silvia Süller
Silvia del Carmen Süller (sinh ngày 10 Tháng Hai năm 1958) là một nhân vật truyền thông và nhân vật truyền hình thường gây xôn xao dư luận, thỉnh thoảng làm ca sĩ và cựu người mẫu người Argentina. Cô là chị gái của nhân vật truyền hình Guido Süller và cựu cầu thủ bóng đá Marcelo Süller, cả hai cũng rất nổi tiếng ở Argentina.
Lần xuất hiện đầu tiên của cô trên truyền hình Argentina là vào ngày 30 tháng 3 năm 1986, trong chương trình của Silvio Soldán Grandes Valores del Tango. Cô yêu người dẫn chương trình truyền hình này và kết hôn với anh ta vài tháng sau đó, có một đứa con, Christian Silvio, vào năm 1991. Năm 1987, cô đã phẫu thuật thẩm mỹ đầu tiên, cấy ghép vú, sẽ giúp cô trong sự nghiệp showgirl tương lai.
Khi cô và Soldán chia tay vào năm 1992, cô bắt đầu sự nghiệp cao cấp của mình, làm việc như một showgirl trong nhiều chương trình sân khấu với các danh hài người Argentina như Jorge Corona, Beto César, José Luis Gioia, Carlos Sánchez và Tristán, v.v.. trong những năm 1990 và đầu những năm 2000 (thập kỷ). Cô đã có một sự nghiệp showgirl rất thành công, mặc dù cô tự nhận mình là "người phụ nữ thể hiện".
Năm 1997, cô đã thu âm một album nhạc tên là Sullermanía.
Năm 2007, cô tham gia Bailando por un sueño (nghĩa đen là "Nhảy vì một giấc mơ") một chương trình truyền hình rất giống với Dancing with the Stars, và bị loại ngay vòng đầu tiên.
Cuộc sống của cô đã bị phơi bày phần lớn trên các phương tiện truyền thông và báo lá cải, để công chúng có thể thấy cô dính vào rất nhiều vụ bê bối, bao gồm chồng cũ, mẹ chồng cũ, bố mẹ cô, anh trai cô, chị Norma và những người nổi tiếng quốc gia như Moria Casán o Jorge Rial.
Cô đã nhiều lần tuyên bố rằng cô là một người ngưỡng mộ cá nhân của ngôi sao người Mỹ Marilyn Monroe (cô đặt tên con gái theo tên Monroe) và Susana Giménez. Vào ngày 8 tháng 4 năm 2011, Süller được so sánh với người nổi tiếng người Anh Katie Price trong The Sun.